# Apanteles laxus
Apanteles laxus är en stekelart som beskrevs av De Saeger 1944. Apanteles laxus ingår i släktet Apanteles och familjen bracksteklar. Inga underarter finns listade i Catalogue of Life.